# Valentine Tsamma Seane
Valentine Tsamma Seane (* 2. November 1966 in Lobaste, Botswana) ist ein botswanischer Geistlicher und emeritierter römisch-katholischer Bischof von Gaborone.

## Leben
Valentine Tsamma Seane empfing am 19. März 1994 die Priesterweihe. Am 23. Januar 2006 wurde er in den Klerus des Bistums Gaborone inkardiniert.
Papst Benedikt XVI. ernannte ihn am 5. Februar 2009 zum Bischof von Gaborone. Die Bischofsweihe spendete ihm der Apostolische Nuntius in Botswana, Erzbischof James Patrick Green, am 25. April desselben Jahres. Mitkonsekratoren waren sein Amtsvorgänger Boniface Tshosa Setlalekgosi und der Apostolische Vikar von Francistown, Franklyn Nubuasah SVD.
Am 9. August 2017 nahm Papst Franziskus seinen Amtsverzicht an.